# Gerichtsverfahren zum Klimawandel
Gerichtsverfahren zum Klimawandel beschäftigen sich mit Rechtsstreitigkeiten über Gesetze, Handlungen bzw. Unterlassungen in Zusammenhang mit dem Klimaschutz und Maßnahmen zur Anpassung an den Klimawandel.
Solche Gerichtsverfahren sind vor allem in den USA und Australien von Bedeutung, wo sich vornehmlich in Bezug auf den angloamerikanischen Rechtskreis (→ Common Law), aber auch darüber hinaus (etwa in vergleichender Literatur) der Begriff Climate change litigation bzw. kurz Climate Litigation etabliert hat.
Im deutschsprachigen Raum wird auch der Begriff Klimaklage verwendet, vorwiegend in journalistischen Texten und mit Akzent auf der Verfahrenseinleitung (→ Klage). Das Bestimmungswort Klima weist auf den Zusammenhang mit Klimaschutz und -anpassung hin; systematisch können Klimaklagen verschiedenen Klage- und Verfahrensarten zuordenbar sein.
Das erste erfolgreiche Urteil auf Emissionsminderungen gegen einen Staat wurde 2019 letztinstanzlich durch den obersten Gerichtshof der Niederlande bestätigt: Diese Entscheidung gilt auch deswegen als wegweisend, weil sie unter anderem die Europäische Menschenrechtskonvention als verletzt ansah, die mehr als 40 Länder unterzeichnet haben. 2024 wurde die Schweiz wegen Verletzung der Europäischen Menschenrechtskonvention verurteilt.

## Terminologie
In deutschsprachigen Pressetexten und Publikationen wird oft der Begriff Klimaklage, im internationalen, in englischer Sprache geführten Diskurs meist der Ausdruck climate change litigation verwendet. Eine fest umrissene juristische Bedeutung ist mit dem deutschen Wort Klimaklage nicht verbunden, im weitesten Sinn bezeichnet es Verfahren, die in Zusammenhang mit dem anthropogenen Klimawandel und dem Klimaschutz stehen. Eine gemeinsame, einheitliche Begriffsverwendung etabliert sich mit einer zunehmenden Häufigkeit von Gerichtsprozessen.
Für den englischen Begriff climate change litigation haben die US-amerikanischen Rechtswissenschaftler David Markell und J. B. Ruhl eine Definition entwickelt, die unter anderem vom Umweltprogramm der Vereinten Nationen aufgegriffen wurde:

„[…] any piece of federal, state, tribal, or local administrative or judicial litigation in which the […] tribunal decisions directly and expressly raise an issue of fact or law regarding the substance or policy of climate change causes and impacts.“

„[…] jegliches administrative oder gerichtliche Verfahren auf Bundes-, bundesstaatlicher, Stammes- oder lokaler Ebene, in dem die […] gerichtlichen Entscheidungen direkt und ausdrücklich eine tatsächliche oder rechtliche Frage bezüglich des Wesens oder der Politik zu Ursachen und Auswirkungen des Klimawandels behandeln.“

Diese Definition zielt nicht auf die Motive der Kläger, sondern den Gegenstand der vorgebrachten Klage. Sie schließt zum Beispiel Klagen gegen Kohlekraftwerke aus, die mit dem Motiv des Klimaschutzes geführt, aber anders begründet werden.
Manche Autoren fassen den Begriff climate change litigation weiter und beziehen auch solche Verfahren mit ein, in denen Klimaschutz oder -anpassung Motivation der Klage, nicht aber ausdrücklicher Streitgegenstand ist.

## Kategorien
Gerichtsverfahren zum Klimawandel können nach ihrem Ziel eingeteilt werden in:
1. Gerichtsverfahren mit dem Ziel, den Inhalt oder die Anwendung neuer oder bestehender Gesetze zu verändern: In jüngerer Vergangenheit ist die Anzahl, die Genauigkeit und die Bedeutung von Gesetzen, welche auf Sachverhalte im Zusammenhang zum Klimawandel bezogen werden können, gewachsen. Es entstehen neue Rechte und neue Pflichten. In Gerichtsverfahren werden beispielsweise die Augenscheinvalidität oder die spezifische Anwendung der Gesetze zu Streitfragen zum Klimawandel angefochten.
2. Gerichtsverfahren mit dem Ziel, Druck auf Gesetzgeber sowie politische Entscheidungsträger auszuüben: Kläger versuchen in Gerichtsverfahren zu erreichen, dass Lösungsansätze für den Klimawandel ambitionierter und umfassender werden.
3. Gerichtsverfahren mit dem Ziel, vermeintliche oder tatsächliche Lücken zu schließen, welche durch gesetzgeberische und regulatorische Untätigkeit entstanden sind.[3]

Peel und Osofsky ordnen Klimaklagen nach ihrem Zusammenhang mit Klimaschutz oder -anpassung vier Sphären zu

Die Klimarechtsexpertinnen Jacqueline Peel, Melbourne Law School, und Hari M. Osofsky, University of Minnesota, unterscheiden Rechtsstreitigkeiten, die entweder Treibhausgasemissionen als Ursache des Klimawandels (mitigationsbezogene Klagen) oder die vorhergesagten Folgen auf Ökosysteme, Gruppen und Infrastruktur (anpassungsbezogene Klagen) adressieren.
Weiter ordnen Peel und Osofsky Klagen vier Sphären zu: Im Kern sind Verfahren, in denen Aspekte des Klimawandels eine zentrale Rolle spielen, weiter außen spielen sie eine periphere Rolle. Zur dritten Sphäre gehören Fälle, die unter anderem vom Klimawandel motiviert sind, ohne ihn ausdrücklich als Streitgegenstand einzubeziehen. Eine vierte Gruppe bilden Klagen, bei denen Klimaschutz und -anpassung weder Streitgegenstand noch Motiv sind, aber vom Ergebnis der Klage berührt werden.
Klimaklagen lassen sich auch danach unterscheiden, ob es sich um proaktive Klagen handelt, die eine Regulierung und Klimaschutz oder -anpassung voranbringen wollen, oder um antiregulatorische, die sich gegen vorgeschlagene Vorhaben richten und zu Beschränkungen von Klimaschutz oder -anpassung führen können. Klagen, die sich gegen Klimaschutz und das Eintreten für Klimaschutz richten, werden auch als „Anti-Klimaklagen“ bezeichnet. Neben der strafrechtlichen Verfolgung von Klimaaktivisten sind dies Verfahren, die Fragen des gerechten Übergangs zu einer dekarbonisierten Wirtschaft betreffen, und Investitionsschiedsverfahren. So verklagte ein Bergbauunternehmen den kolumbianischen Staat erfolgreich auf Schadensersatz, weil dieser die Abbaukonzession wegen eines Naturschutzgebietes eingeschränkt hatte.
Als Streitparteien kommen Bürger, Unternehmen, Nicht-Regierungsorganisationen und Kommunen, Staaten bzw. Bundesstaaten oder andere staatliche Organisationen in Betracht. Die Rechtsstreitigkeiten können vor regionaler, nationaler oder internationaler Gerichtsbarkeit ausgetragen werden.
Nach Rechtsordnung oder Rechtskreis lassen sich Verfahren nach nationalen Rechtsordnungen und internationalem Recht unterscheiden. Klimaklagen zwischen Völkerrechtssubjekten bzw. zwischenstaatliche Verfahren können sich auf völkerrechtliche Verträge oder auf das Völkergewohnheitsrecht gründen. Einschlägige Verträge sind vor allem die des UN-Klimaregimes: die, wenig konkrete, Klimarahmenkonvention, das Kyoto-Protokoll und das Übereinkommen von Paris. Aus dem Gewohnheitsrecht sind Staaten verpflichtet sorgfältig dafür zu sorgen, dass in ihrem Territorium begangene Handlungen keinen Umweltschaden auf einem anderen Staatsgebiet verursachen. Allerdings sind prozedurale Mittel, zwischenstaatliche Rechtsansprüche durchzusetzen, kaum vorhanden. Von den kleinen Inselstaaten Tuvalu und Palau ist bekannt, dass sie Verfahren vor dem Internationalen Gerichtshof anstrengen wollten, davon aber abließen um Klimaverhandlungen bzw. zugesagte Entwicklungshilfe nicht zu gefährden. Transnationale Verfahren sind Verfahren von Privatpersonen oder subnationalen Akteuren gegen Staaten oder auch multinationale Konzerne. Hierzu zählen klimabezogene Schiedsgerichtsverfahren im Rahmen von Investitionsschutzabkommen. Rechtssubjekte können sich auch vor nationaler oder internationaler Gerichtsbarkeit auf internationales Recht, nämlich die Menschenrechte, in Verfahren berufen, die sich gegen Rechtssubjekte in ihrer eigenen Rechtsordnung richten. Hierzu gehört eine Petition US-amerikanischer und kanadischer Inuit vor der Interamerikanischen Kommission für Menschenrechte, die von den USA schärfere Klimaschutzmaßnahmen forderten.
Seit etwa 2010 gewinnt in der Wissenschaft die Verbindung von Klimaklagen mit Menschenrechten an Aufmerksamkeit. Peel und Osofsky konstatierten in einem 2018 veröffentlichten Artikel eine „Menschenrechtswende“, Kläger würden zunehmend Ansprüche auf Menschenrechte in Gerichtsverfahren geltend machen und Gerichte würden dem offener gegenüberstehen. Der Gehalt und die Reichweite von Menschenrechten im Zusammenhang mit der grenzüberschreitenden Verursachung und den Folgen der globalen Erwärmung wird vor Gericht geklärt. Im Fall Urgenda gegen die Niederlande sah das Gericht in zweiter Instanz Menschenrechte durch mangelnden Klimaschutz verletzt (→ #Niederlande). Gerichte befassen sich auch mit der Frage, inwieweit Rechte und Rechtsverletzungen natürlicher Entitäten gegeben sind. Das oberste Gericht Kolumbiens entschied 2018, dass das Ökosystem des Amazonas ein Rechtssubjekt sei, und verpflichtete den Staat Pläne zu erstellen, die das Ökosystem unter anderem vor den Folgen des Klimawandels schützen sollen.
Klagen gegen das Schönfärben der Klimabilanz von Produkten, Unternehmen oder auch Regierungen, englisch Climate-Washing genannt, auf Basis von Wettbewerbs-, Zivil- und speziell Verbraucherrecht gibt es sowohl vor ordentlichen Gerichten als auch Aufsichtsgremien.
Rechtsnormen können zweierlei Arten von Pflichten entstehen lassen: erstens sie zu befolgen und dabei angemessene Sorgfalt walten zu lassen und zweitens, falls sie nicht befolgt wurden, etwaige Folgen auszugleichen. Soweit Klimaklagen unerlaubte Handlungen betreffen (Tort law in angloamerikanischen Rechtskreisen) ist eine der Hauptschwierigkeiten des Folgenausgleichs bzw. Schadensersatzes, kausale Zusammenhänge zwischen Handlungen bzw. einzelnen Emissionsquellen auf der einen Seite und Schäden oder anderen Auswirkungen bei Betroffenen auf der anderen Seite herzustellen. In dem bedeutenden Fall Massachusetts v. EPA sah das Gericht den Zusammenhang zwischen den von den USA insgesamt ausgehenden Emissionen und der Bedrohung von Küstengebieten des klagenden Bundesstaates durch den Meeresspiegelanstieg als gegeben an. Im Fall der indigenen, in Alaska beheimateten Kommune Kivalina gegen einige Ölunternehmen hingegen wurde die Klage nicht zugelassen, u. a. weil die kausale Verbindung nicht als ausreichend begründet angesehen wurde. Im Kontext zwischenstaatlichen Rechts weist die Rechtswissenschaftlerin Sandrine Maljean-Dubois darauf hin, dass zwar der Zusammenhang zwischen konkretem Schaden und konkreten Handlungen schwierig nachzuweisen ist, dass aber die Verursachung des Klimawandels durch menschliche Handlungen außer Frage steht und es daher leichter ist nachzuweisen, das ein Rechtssubjekt – im internationalen Recht meist ein Staat – seine Sorgfaltspflichten verletzt und angemessene Vorkehrungen treffen muss, Schaden zu vermeiden, also für eine entsprechende Minderung von Treibhausgasemissionen zu sorgen.
Seit etwa Mitte der 2010er-Jahre gewinnt in der Klimaforschung der Bereich der Zuordnungsforschung (attribution science) an Bedeutung, der den Beitrag des menschenverursachten Klimawandels zu einzelnen extremen Wetterereignissen untersucht. Die Juristinnen Sophie Marjanac und Lindene Patton erwarten, dass mit dem zunehmenden Verständnis, welche Wetterereignisse erwartbar sind, sich die Pflichten von Staaten und nicht-staatlichen Akteuren verändern. Die Zuordnungsforschung könnte ein Treiber künftiger Klagen werden. Bis 2021 blieb jedoch der in 73 untersuchten Gerichtsverfahren geführte Nachweis von Kausalität durchweg hinter dem Stand der Wissenschaft zurück.

## Verbreitung
Die weitaus meisten Verfahren wurden bislang in den USA durchgeführt, bis Mai 2019 wurden 1023 gezählt. Das erste war City of Los Angeles v. National Highway Traffic Safety Administration (NHTSA), das am DC Circuit Court of Appeals, einem US-Berufungsgericht, 1990 entschieden wurde.
Frühe Klimaklagen in den USA betrafen meist die Verwaltung (administrative area), wenn es darum ging, Neuentwicklungen zu genehmigen. Seitdem hat sich das Spektrum der Fälle geweitet und reicht von merits challenges, Umweltverschmutzung, Handelspraktiken hin zu Fragen indigener Bevölkerung. Ab 2004 stieg mit einer Anhörung im bislang bedeutendsten Verfahren in den USA, Massachusetts v. Environmental Protection Agency (EPA), die Zahl der Klagen stark an. Auch die Zahl anti-regulatorischer Verfahren begann ab Mitte der 2000er Jahre zu steigen.
Außerhalb der USA identifizierten Untersuchungen an der London School of Economics bis Mai 2019 insgesamt 305 vor Gericht verhandelte Fälle in 27 Staaten, der Europäischen Union und drei weiteren supranationalen Rechtskreisen. Der erste Fall wurde 1994 verzeichnet, ebenfalls ab Mitte der 2000er Jahre nahm die Zahl deutlich zu. In Australien gab es, nach den USA, mit einer Zahl von 94 die meisten Fälle. Weitere Rechtskreise mit mehr als zehn Fällen waren: die Europäische Union (55 Fälle), das Vereinigte Königreich (53), Neuseeland 17, Kanada (16) und Spanien (13).
Etwas mehr als 40 % dieser außerhalb der USA verhandelten Fälle führten zu einer Verschärfung des bestehenden Klima-Reglements, in etwas mehr als einem Viertel wurde es abgeschwächt. In den USA überwog die Zahl der Fälle, die im Ergebnis den Klimschutz- und -anpassungsbemühungen behinderten.
Im Hinblick auf die Streitparteien war inner- und außerhalb der USA mit mehr als 80 % die häufigste Konstellation die Klage von Nichtregierungsorganisationen, Unternehmen oder Bürgern gegen einen Staat. Dabei nahm die Bedeutung von Nichtregierungsorganisationen als Kläger in den letzten Jahren zu. Deutlich seltener wurden Unternehmen verklagt, einzelne Verfahren richteten sich auch gegen Klimaaktivisten oder Wissenschaftler oder versuchten, diese zu verteidigen.
Die meisten der Verfahren bis 2017 betrafen Verwaltungsfragen in konkreten Projekten. In etwas mehr als 20 % der Fälle ging es um Gesetzgebung oder die Umsetzung von Gesetzen, Verluste und Schäden oder Informationsfreigabe. Zu etwa 78 % hatten erfasste Fälle Klimaschutz zum Gegenstand, zu 22 % Klimaanpassung. Die Bedeutung strategischer Verfahren nahm bis Mai 2019 zu.
Einem 2023 veröffentlichten Bericht des UN-Umweltprogramms UNEP zufolge seien 2022 weltweit knapp 2200 Klimaklagen verhandelt worden. Bei der ersten Auflage des Berichts 2017 waren es noch weniger als 900. Das UNEP hatte für den Bericht in Zusammenarbeit mit der Columbia University in New York City eine Datenbank zu klimaspezifischen Gerichtsprozessen ausgewertet.

## Wirkung

### Rechtsfortbildung
In den Rechtsstreitigkeiten stoßen Akteure verschiedener Ebenen aufeinander, etwa bei Klagen von Bürgern gegen Konzerne oder Staaten. Sie bieten einen Weg, wie in der internationalen Klimapolitik relativ machtlose Akteure versuchen können, ihr Anliegen zur Geltung zu bringen. Über solche Klagen kann staatliche Regulierung erzwungen werden, wo die langsame internationale Klimapolitik und ihre Umsetzung kaum voranschreitet. Vor allem Nicht-Regierungsorganisationen in den USA haben über strategische Klageführung auf eine ambitioniertere Klimapolitik hinzuwirken versucht. Klimaklagen in diesem Sinn können durch private Akteure als Instrument des Klimaschutzes genutzt werden. Die Gerichte stehen in solchen Fällen, in denen sie eine Rolle im Klimaschutz übernehmen, vor der Herausforderung, nicht nur mögliche Rechte auf Klimaschutz, sondern auch die Gewaltenteilung und Gestaltungsspielräume der Gesetzgeber in ihren jeweiligen Rechtsordnungen und den globalen Kontext nationaler Klimaschutzbemühungen zu berücksichtigen.
Klimaklagen können – als Fallrecht oder indem sie den Gesetzgeber zu rechtlichen Anpassungen veranlassen – zur Rechtsfortbildung beitragen. In den USA und Australien zögerten Gerichte oft, neues Recht zu schaffen, und wiesen Klagen ab. Dem lag oft die Befürchtung zugrunde, die Kompetenzen der Rechtsprechung zu überschreiten und in die Sphäre der Politik einzugreifen. Eine weitere Schwierigkeit war in einigen Fällen, gerade in kausalen Fragen, fehlende Expertise.
Wenn es zu Reaktionen des Gesetzgebers kam, waren diese nicht immer im Sinn der Kläger. In Australien wurden Gesetzesänderungen beschlossen, zum Beispiel Nachhaltigkeitskriterien abgeschwächt, um die Rechtsfolgen einzelner Urteile aufzuheben und weitere drohende Klagen zu verhindern.

### Unternehmerische Klimarisiken
Klagen bilden ein Haftungs- und Reputationsrisiko für Unternehmen (→ Unternehmerische Klimarisiken). Schon die Drohung von Klimaklagen kann daher unternehmerisches Verhalten beeinflussen.
Unternehmen können einem direkten Risiko, als Beklagte, ausgesetzt sein und einem indirekten, zum Beispiel durch sie betreffende Rechtsänderungen oder Verwaltungsentscheidungen infolge von Klimaklagen.
Bei einer gerichtlich durchgesetzten Haftung für die ihnen zurechenbaren Klimaschäden internalisieren Unternehmen die von ihnen verursachten externen Kosten. Es entsteht ein ökonomischer Anreiz, Treibhausgasemissionen bzw. die daraus resultierenden Schäden zu mindern.
Zu Beginn der 2000er Jahre gab es in den USA eine Reihe von Klagen, die Unternehmen für Klimaschäden und Anpassungskosten haftbar machen wollten. Sie scheiterten weitgehend. Mit zunehmend besseren Erkenntnissen der Klimawissenschaft gibt es seit Mitte der 2010er Jahre eine zweite Welle von Klagen, die auch von US-Bundesstaaten und Städten eingereicht wurden und die von Unternehmen, vor allem solchen der fossilen Energiebranche (Carbon mayors), Ersatz für Verluste und Schäden fordern oder sie zwingen wollen, Klimarisiken in ihre Investitionsentscheidungen und Veröffentlichungen mit einzubeziehen.

### Öffentliche Meinung und soziale Normen
Eine Klage zu erheben birgt die Möglichkeit, gesellschaftliche Wahrnehmung hervorzurufen und Einfluss auf die öffentliche Debatte zu nehmen. Das Verfahren kann konkrete Folgen hinter wissenschaftlich fundierten Zusammenhängen und abstrakten Bedrohungen hervortreten lassen. Bejaht das Gericht Zusammenhänge, kann das hohe Ansehen, dass die Rechtsprechung in vielen Rechtssystemen genießt, Positionen Legitimität und Autorität verleihen. Die Thematisierung der Klimafolgen vor Gericht, so die Hoffnung von Klägern, kann somit soziale Normen beeinflussen.
Peel und Osofsky schätzen die Möglichkeit, in tief gespaltenen Ländern wie den USA und Australien, stark verfestigte Positionen über Gerichtsverfahren zu beeinflussen, als beschränkt an. Sie weisen darauf hin, dass auch Richter Teil der Gesellschaft sind und von Änderungen öffentlicher Meinungen beeinflusst werden. Als Beispiel nennen sie Positionen des Obersten US-Gerichtshofs: In Massachusetts v. EPA berief sich die Mehrheit der Richter auf den Stand der Wissenschaft, vier Jahre später, in American Electric Power (AEP) v. Connecticut hingegen – möglicherweise beeinflusst durch in der Öffentlichkeit lauter gewordene „klimaskeptische“ Stimmen – bezog das Gericht als Gegengewicht zu der Vielzahl wissenschaftlichen Facharbeiten, mit der die US-Umweltbehörde EPA ihre Arbeit begründete, einen konträren Zeitungsartikel in seine Argumentation mit ein und erwähnte unkritisch ein verbreitetes Missverständnis des Kohlenstoffzyklus.

## Gerichtsverfahren in einzelnen Rechtsordnungen

### Australien
In Australien fanden bis 2015 mehr als 60 solcher Verfahren statt – gemessen an den Gerichtsverfahren pro Einwohner war dies die höchste Zahl weltweit. Sie behandelten vor allem Fragen der Klimaanpassung; hatten allerdings im Vergleich zu den USA eine stärker regionale Ausrichtung: Nur wenige Fälle landeten vor hochrangigen, überregionalen Gerichten.
In einer als „Meilenstein“ bezeichneten Entscheidung bestätigte im Februar 2019 im Verfahren Gloucester Resources Limited v. Minister for Planning das Umweltgericht des Bundesstaates New South Wales eine Entscheidung des für Raumordnung zuständigen Ministeriums, keine Genehmigung für einen Kohletagebau, das Rocky Hill coal project, nahe Gloucester zu erteilen. Der Antragsteller, das Bergbauunternehmen Gloucester Resources, hatte gegen diese Entscheidung Einspruch eingelegt. Das Umweltgericht bezog in seine Kosten-Nutzen-Analyse die Treibhausgasemissionen mit ein, die das Projekt insgesamt verursacht hätte, und verwies unter anderem darauf, dass das Projekt nicht förderlich dabei sei, die Ziele des Übereinkommens von Paris zu erreichen.
Im Mai 2021 hat ein Richter des Federal Court in einem von acht australischen Jugendlichen angestrengten Verfahren gegen die Erweiterung eines Kohlebergbaus (Sharma v Minister for the Environment) befunden, dass die Regierung dafür Verantwortung trage, junge Menschen vor den Folgen des Klimawandels zu schützen. Die von den Klägern beantragte einstweilige Verfügung gegen das Kohlebergbau-Projekt erging jedoch nicht.
Am 26. Oktober 2021 reichte eine Gruppe Torres-Strait-Insulaner, unterstützt vom Grata Fund, beim Federal Court of Australia eine Klage gegen die australische Bundesregierung ein, da diese ihre „Sorgfaltspflicht“ ihnen gegenüber verletze. Die bisherige Klimapolitik Australiens reiche nicht aus, um sie vor dem drohenden Verlust ihrer Lebensräume durch den Klimawandel zu schützen und müsse daher verschärft werden. Bereits 2019 haben Torres-Strait-Insulaner eine Beschwerde beim UN-Menschenrechtsausschuss eingereicht. Die Behörden würden ihre Menschenrechte verletzen, weil sie nicht energisch gegen den Klimawandel angingen. Die Regierung hat die Abweisung dieser Beschwerde beantragt. Im September 2022 entschied der UN-Menschenrechtsausschuss, dass der Staat die Inselbewohner, wegen der Versäumnis sie zu lange nicht ausreichend von den Auswirkungen des Klimawandels geschützt zu haben, entschädigen muss.

### Deutschland

#### Rechtsgrundlagen
2016 analysierten die wissenschaftlichen Dienste des Deutschen Bundestages (WD) mögliche Rechtsgrundlagen für Klimaklagen von Privatrechtssubjekten gegen den deutschen Staat oder deutsche Unternehmen auf Grundlage des innerdeutschen Prozessrechts und nationalen Rechts; sie betrachteten dabei vor allem Klagen auf Schadensersatz und auf die Übernahme von Vorsorgekosten, aber auch auf das Vornehmen von Klimaschutzmaßnahmen: Demzufolge sind mögliche Ansprüche gegen Unternehmen privatrechtlicher Natur und dürften unmittelbar auf Gesetze und nicht auf Verträge gründen. Sie fielen unter das Zivilprozessrecht und würden in der Regel von den Rechtsinhabenden geltend gemacht. Als materiell-rechtliche Ansprüche kämen vor allem in Frage:
- Das Unterlassen von klimaschädlichem Verhalten: Würde ein Anspruch auf Unterlassung bzw. Beseitigung im Privatrecht geltend gemacht (Störerhaftung), so müsste das Unternehmen als mittelbarer Störer einen adäquaten Verursacherbeitrag leisten bzw. geleistet haben. Bei unwesentlichen Beeinträchtigungen – in der Regel bei Einhalten gesetzlicher Grenzwerte – gäbe es eine Duldungspflicht.
- Der Ersatz für oder Beseitigung von Schäden, die durch früheres klimaschädliches Verhalten entstanden sind: Würde ein Schadensersatzanspruch aus deliktischer Haftung geltend gemacht, so könnte die Zurechnung der Rechtsgutsverletzung zum Anspruchsgegner als Mitverursacher möglich sein, etwa als Emittent von Treibhausgasen.[38][16]

Gegen staatliche Instanzen gerichtete Klagen können gegen jedwede Gebietskörperschaften gerichtet sein. Anspruchsgrundlagen können in diesen Fällen nicht nur im Privatrecht, analog denjenigen gegen Unternehmen, sondern auch im Verwaltungsrecht, zudem im Verfassungsrecht und Staatshaftungsrecht zu finden sein.
Denkbar sind auch Klagen gegen den Gesetzgeber auf die Vornahme von klimaschützenden Maßnahmen mit der Begründung, dass dieser keine geeigneten Maßnahmen zum Schutz vor solchen Klimaveränderungen treffe, die Grundrechte wie Leben, körperliche Unversehrtheit oder Eigentum bedrohen. Wenn solche Grundrechtsgarantien gefährdet sind, ist der Staat verpflichtet, Schutzmaßnahmen zu treffen. Aufgrund der Einschätzungsprärogative des Gesetzgebers hielten die meisten Stimmen im deutschen juristischen Schrifttum einen Anspruch auf ein bestimmtes gesetzgeberisches Handeln für eher nicht gegeben. In Deutschland ist der „Schutz der natürlichen Lebensgrundlagen“ im Artikel 20a seines Grundgesetzes als Staatsziel verankert, wozu auch der Schutz des Klimas und der Schutz natürlicher Lebensgrundlagen vor Klimaänderungen gehören. Es binde den Gesetzgeber, handele sich aber, so zunächst die herrschende Meinung, nicht um ein einklagbares Grundrecht. Mit dem Bundes-Klimaschutzgesetz gibt es seit Ende 2019 einen rechtlichen Rahmen und verbindliche Vorgaben für Emissionsminderungen bis 2030. Konkrete Maßnahmen werden in weiteren Gesetzen geregelt.
In seinem Beschluss vom 24. März 2021 bekräftigte das Bundesverfassungsgericht, dass Art. 20a des Grundgesetzes den Staat zu Klimaschutz verpflichte; diese Norm sei auch justiziabel; das Gewicht dieses Gebots nehme bei der Abwägung mit anderen Verfassungsrechtsgütern und -prinzipien mit fortschreitendem Klimawandel zu. Das höchste deutsche Gericht bejahte allerdings auch den Entscheidungs- und Gestaltungsspielraum des Staates bei der Erreichung der Klimaziele. Es sei aber erforderlich, dass der Gesetzgeber rechtzeitig einen Weg hin zur Klimaneutralität einschlage, „frühzeitig transparente Maßgaben für die weitere Ausgestaltung der Treibhausgasreduktion“ formuliere und die erforderlichen Emissionsminderungslasten so über die Zeit verteile, dass auch eine verhältnismäßige Verteilung von Freiheitschancen zwischen den Generationen gewahrt bleibe.

#### Verfahren
Bis Juli 2019 zählte das Sabin Law Center in Deutschland fünf Klimaklagen.
Unter ihnen erregte der „Fall Huaraz“ einige Aufmerksamkeit: Der peruanische Bauer Saúl Luciano Lliuya verklagte Ende November 2015 den deutschen Energiekonzern RWE, einen Anteil von 17.000 Euro an seinen Anpassungskosten zu übernehmen, die ihm erwuchsen seien, weil der durch RWE als Störer mitverursachte anthropogene Klimawandel mit der daraus resultierenden Gletscherschmelze den Wasserspiegel des Gletschersees Palcacocha in den peruanischen Anden auf ein gefährliches Niveau habe ansteigen lassen – sein unterhalb des Sees nahe der Stadt Huaraz gelegenes Haus sei damit durch einen Gletscherlauf bedroht. Ende November 2017 entschied das Oberlandesgericht Hamm auf Eintritt in die Beweisaufnahme. Mit Urteil vom 28. Mai 2025 (Az. 5 U 15/17) wies das Oberlandesgericht die Berufung zurück. Das Gericht sah keine konkrete Gefahr für Lliuyas Grundstück. Grundsätzlich sei aber nicht ausgeschlossen, dass gegen Verursacher, die erhebliche Mengen an Treibhausgasen emittieren, Beseitigungs- und Unterlassungsansprüche bestehen könnten. Eine Revision ließ das Oberlandesgericht nicht zu. (Siehe auch Saúl Luciano Lliuya gegen RWE, Stiftung Zukunftsfähigkeit#Der Klimaklage-Fall Huaraz)
Im November 2018 wurde bekannt, dass elf Einzelkläger, darunter der CSU-Politiker Josef Göppel, der Schauspieler Hannes Jaenicke und der Erneuerbare-Energien-Forscher Volker Quaschning sowie der Bund für Umwelt und Naturschutz Deutschland (BUND) und der Solarenergie-Förderverein Deutschland (SFV), beim Bundesverfassungsgericht (BVerfG) Verfassungsbeschwerde gegen die Bundesregierung erhoben haben: Deutschland versage beim Umweltschutz, indem es seine Klimaziele für das Jahr 2020 sicher verfehle und weil „geeignete gesetzliche Vorschriften zur Bekämpfung des Klimawandels“ fehlten; damit gefährde es Grundrechte auf Leben und körperliche Unversehrtheit, Handlungsfreiheit und Eigentumsschutz. Die Beschwerdeführer führten außerdem ein Grundrecht auf ein „ökologisches Existenzminimum“ an. Soweit die Umweltverbände selbst als Kläger auftraten, wies das Gericht die Beschwerden als unzulässig zurück. Die Beschwerden der Individualbeschwerdeführer waren dagegen teilweise erfolgreich, ebenso wie drei weitere im Januar 2020 eingereichte Beschwerden. Wesentlichen Anteil am Zustandekommen der Klimaklage im Jahr 2018 hatte Wolf von Fabeck als damaliger Geschäftsführer des Solarenergie-Förderverein Deutschland, indem er anfangs persönlich und später über den SFV die Kosten der Klage übernahm.
Am 16. September 2024 reichten die Umweltverbände Greenpeace und Germanwatch eine weitere Verfassungsbeschwerde gegen die Klimapolitik der Bundesregierung ein. Der „Zukunftsklage“ schlossen sich mehr als 54.000 Beschwerdeführer an. Sie fordern ein verfassungskonformes Klimaschutzgesetz und konkrete Treibhausgas-Reduktionen im Verkehrssektor.

#### Urteile
In der juristischen Literatur wurde die Klimapolitik der Bundesregierung seit längerem kritisiert. Im so genannten Klimabeschluss vom 24. März 2021 erklärte das Bundesverfassungsgericht das Bundes-Klimaschutzgesetz in Teilen für verfassungswidrig, denn das Gesetz verschiebe hohe Emissionsminderungslasten unumkehrbar auf Zeiträume nach 2030; dies gehe zu Lasten der jüngeren Generation. Die anthropogene Erderwärmung zu begrenzen, sei dann nur mit immer dringenderen und kurzfristigeren Maßnahmen machbar. Davon seien praktisch sämtliche grundgesetzlichen Freiheitsrechte potenziell betroffen, weil derzeit noch immer fast alle Bereiche menschlichen Lebens mit der Emission von Treibhausgasen verbunden und damit nach 2030 von drastischen Einschränkungen bedroht seien. Dabei nehme das relative Gewicht des Klimaschutzgebots in der Abwägung bei fortschreitendem Klimawandel weiter zu. Mit den natürlichen Lebensgrundlagen müsse laut Artikel 20a des Grundgesetzes sorgsam umgegangen werden, sie müssten der Nachwelt in einem Zustand hinterlassen werden, „dass nachfolgende Generationen diese nicht nur um den Preis radikaler eigener Enthaltsamkeit weiter bewahren könnten“. Der Gesetzgeber hätte deshalb Vorkehrungen treffen müssen, um diese hohen Lasten abzumildern. Das Gericht verpflichtete den Gesetzgeber, bis Ende 2022 die Reduktionsziele für Treibhausgasemissionen für die Zeit nach 2030 näher zu regeln. Die Reduktionsziele bis 2030 seien dagegen nicht zu beanstanden, hiergegen gerichtete Beschwerden wurden zurückgewiesen. Eingereicht worden waren vier Verfassungsbeschwerden von vorwiegend jungen Menschen, unterstützt von mehreren Umweltorganisationen, darunter Germanwatch, dem Solarenergie-Förderverein Deutschland (SFV), dem BUND (die beide zugleich selbst als Kläger auftraten), der Deutschen Umwelthilfe, Fridays for Future und Greenpeace.
Das Bundesverfassungsgericht hob hervor, dass Art. 20a GG den Gesetzgeber auch zugunsten zukünftiger Generationen zu besonderer Sorgfalt verpflichte. Er müsse bereits die Möglichkeit gravierender oder irreversibler Beeinträchtigungen berücksichtigen, wenn es belastbare Hinweise darauf gebe. Der Staat könne sich auch nicht seiner Verantwortung durch den Hinweis auf die Treibhausgasemissionen in anderen Staaten entziehen. Im Ergebnis verlangte das Bundesverfassungsgericht aber primär eine frühere Festlegung der Jahresemissionsmengen für die Zeit nach 2030 und eine hinreichende gesetzliche Konkretisierung der Ziele für den Verordnungsgeber.

### Europäische Union
Auf europäischer Ebene drehen sich viele Fälle um die Fragen, wer für Entscheidungen zum Klimarecht und dessen Umsetzung zuständig ist und wer diese Entscheidungen vor welchen Gerichten – europäischen oder nationalen – anfechten kann. Gerichte beschäftigten sich also vor allem mit Zuständigkeits- und damit konstitutionellen Fragen. Demgegenüber spielte die Wirksamkeit des Klimaschutzrechtes kaum eine Rolle als Verfahrensgegenstand.
Die große Mehrzahl der Fälle vor dem Europäischen Gerichtshof (EuGH) betraf den EU-Emissionshandel. In den ersten vier Jahren seiner Existenz gab es dazu mehr als 40 Verfahren, vor allem von Mitgliedstaaten, die die Zuständigkeit der EU-Kommission für die Überprüfung der nationalen Allokationspläne (NAP) oder die Rechtmäßigkeit der Verfahren in Zweifel zogen. Anlagebetreiber versuchten ebenfalls vor Gericht zu ziehen, wurden aber nicht zugelassen. In seinen Entscheidungen bekräftigte das Gericht die hohe Bedeutung des Klimaschutzes und die Bedeutung des EU-Emissionshandels, erklärte aber, dass die EU-Kommission im Rahmen ihrer Überprüfung von NAP nicht auch die Marktfolgen berücksichtigen darf.
Im People’s Climate Case hatten zehn Familien aus der EU, Kenia und Fidschi vor dem Gericht der Europäischen Union (EuG) gegen das Europäische Parlament und den Rat der Europäischen Union wegen der sie unmittelbar betreffenden Gefahren des Klimawandels Klage eingelegt, um eine Verschärfung der EU-Klimaziele zu erreichen. Das Gericht wies ihre Klage im Mai 2019 als wegen fehlender individueller Betroffenheit unzulässig ab. Die Kläger legten im Juli 2019 Rechtsmittel vor dem EuGH ein. Hauptstreitpunkt ist die Auslegung „individueller Betroffenheit“, die für die Klagebefugnis erforderlich ist (siehe auch Plaumann-Entscheidung). Das EuG folgte der bisherigen Rechtsprechung und verlangte, dass die Kläger in besonderer Weise betroffen sein müssen. Die Rechtsmittelschrift argumentiert hingegen, dass in diesem Fall die Intensität der Betroffenheit entscheidend sei.

### Frankreich
Mitte November 2020 setzte das oberste französische Verwaltungsgericht (Conseil d’État) der französischen Regierung eine dreimonatige Frist zum Nachweis ausreichender Klimaschutz-Maßnahmen. Er gab dabei einer Klage von Kommunen und Umweltschützern statt, an der Spitze die nordfranzösische Küstenstadt Grande-Synthe im Arrondissement Dunkerque am Ärmelkanal: Die 23.000-Einwohner-Gemeinde befürchtet, beim Anstieg des Meeresspiegels teils unterzugehen. Das Gericht erklärte, Frankreich habe sich beim Weltklimagipfel in Paris 2015 zwar verpflichtet, bis 2030 seinen Ausstoß an Treibhausgasen um 40 % im Vergleich zu 1990 abzubauen, allerdings in den Jahren bisher in der Regel sein Kohlenstoffbudget überschritten; zudem habe die Regierung wegen der Coronakrise weitere Klimamaßnahmen vorerst zurückgestellt – nun solle sie diesen Widerspruch aufklären und konkrete Maßnahmen nachweisen. Am 1. Juli 2021 entschied das Gericht, dass Frankreich bis Ende März 2022 alle Maßnahmen ergreifen müsse, die zur Erreichung seiner Emissionsminderungsziele für das Jahr 2030 und darüber hinaus notwendig sind; am 11. Mai 2023 bekräftigte es seine Entscheidung.

### Internationales Recht
Bis 2017 gab es nur wenige Verfahren nach internationalem Recht bzw. vor internationalen Gremien. Ein Verfahren mit Auswirkungen auf den Klimaschutz war eine erfolgreiche Klage der USA vor der Welthandelsorganisation, mit der sie gegen ein Solarenergie-Gesetz Indiens vorgingen, das den Einsatz indischer Solarmodule verlangte. Umweltgruppen reichten Petitionen an das UNESCO-Welterbekomitee ein, Stätten als durch den Klimawandel bedrohtes Welterbe einzustufen; diese Petitionen leiteten einen Änderungsprozess bei der UNESCO ein.
Die kanadische TransCanada Corporation verlangte Entschädigungen von mindestens 15 Mrd. $ von den Vereinigten Staaten wegen Verzögerungen oder eines möglichen Stopps des Baus der Ölpipeline Keystone XL. Es kündigte 2016 eine entsprechende Investitionsschutzklage nach dem Nordamerikanischen Freihandelsabkommen (NAFTA) an, setzte sie aber aus, nachdem US-Präsident Donald Trump das Projekt im Januar 2017 gebilligt hatte.
Der UN-Menschenrechtsausschuss stellte 2020 in einem Beschwerdeverfahren fest, dass die Folgen des Klimawandels ohne ausreichende Gegenmaßnahmen eine Menschenrechtsverletzung darstellen können. Der Ausschuss befasste sich mit einer Beschwerde von Ioane Teitota aus Kiribati gegen eine Entscheidung Neuseelands, sein Asylgesuch abzulehnen. Der Ausschuss stellte klar, dass der Klimawandel ohne effektive nationale und internationale Maßnahmen Menschen der Gefahr einer Verletzung ihres Rechtes auf Leben aussetzen kann. Der Meeresspiegelanstieg werde Kiribati wahrscheinlich unbewohnbar machen. Der Ausschuss lehnte dennoch Teitotas Gesuch ab; der Zeitraum, bis die Inseln absehbar unbewohnbar werden, erlaube noch Gegenmaßnahmen, und er sah keinen Grund daran zu zweifeln, dass Kiribati bereits notwendige Vorsorgemaßnahmen trifft.
Die Waldbrände in Portugal 2017 waren Auslöser für die Klage Duarte Agostinho et al. v. Portugal und 32 weitere Staaten (Portuguese Youth) vor dem Europäischen Gerichtshof für Menschenrechte von sechs jungen Portugiesen gegen 33 Staaten Europas (sämtliche Mitglieder der Europäischen Union sowie Norwegen, Russland, Großbritannien, die Türkei, die Schweiz und die Ukraine). Vier der Kläger stammen aus der von den Bränden betroffenen Provinz Leiria, die anderen zwei aus Lissabon, wo 2018 Rekordtemperaturen von bis zu 44 Grad Celsius gemessen worden waren. In der mittels Crowdfunding finanzierten, mit Unterstützung der in London und Dublin ansässigen Nichtregierungsorganisation Global Legal Action Network (GLAN) im September 2020 eingereichten Klage, der ersten Klimawandelklage beim EGMR überhaupt, werfen sie den Staaten vor, die Klimakrise verschärft und damit die Zukunft ihrer Generation gefährdet zu haben. Der EGMR solle anordnen, dass die Staaten die von ihnen, ihren Verbrauchern und ihren Wirtschaftsunternehmen im In- und Ausland verursachten viel stärker reduzieren als bisher, da sonst die Erderwärmung nicht auf 1,5 Grad begrenzt werden könne. Der EGMR teilte am 30. November 2020 mit, dass er die Klage annehme, aufgrund der Wichtigkeit und Dringlichkeit des Themas nicht auf der eigentlich vorhergehend vorgeschriebenen Ausschöpfung der 33 nationalen Rechtswege bestehe, sondern die Angelegenheit beschleunigt behandle und die beklagten Staaten zur Stellungnahme bis Februar 2021 auffordere. 2022 entschied der EGMR, die Klage wegen ihrer hohen Bedeutung vor der Großen Kammer mit allen 17 Richtern zu verhandeln. Am 9. April 2024 wurde die Klage vom EGMR als unzulässig abgewiesen.
Internationale Gerichtshöfe und Tribunale bieten nicht nur Verfahren in Streitsachen, sondern auch die Möglichkeit, Stellungnahmen (advisory opinions) einzuholen: Diese Stellungnahmen sind nicht bindend, bieten aber einen Anknüpfungspunkt für nachfolgende Verfahren vor dem betreffenden Gerichtshof oder nationalen Gerichten. Hierzu zählen Anrufungen der Interamerikanischen Kommission für Menschenrechte, des Internationalen Gerichtshofs und des Internationalen Seegerichtshofs.
Eine Petition von Inuit vor der Interamerikanischen Kommission für Menschenrechte wurde 2006 abgelehnt. Am 3. Juli 2025 veröffentlichte der Interamerikanische Gerichtshof für Menschenrechte (IAGMR) ein Gutachten, in dem er feststellt, dass es ein zwingendes Menschenrecht auf ein gesundes Klima gebe. Daran seien alle Mitglieder der Organisation Amerikanischer Staaten gebunden. Der IAGMR erkannte ein Recht der Natur an und sieht unter anderem staatliche Klimaschutzpflichten und Pflichten, vulnerable Gruppen besonders zu schützen wie auch eine intergenerationelle Verantwortung.
Am 30. März 2023 beschloss die Vollversammlung der Vereinten Nationen (UN) in New York einstimmig eine vom Inselstaat Vanuatu im Südpazifik eingebrachte Resolution zur Anrufung des Internationalen Gerichtshofs (IGH). Am 23. Juli 2025 verkündete der IGH das Urteil: Das international vereinbarte 1,5-Grad-Ziel ist rechtlich verbindlich. Jeder Staat ist verpflichtet sein Möglichstes zu tun, seine Treibhausgasemissionen zu reduzieren und sich dabei am wissenschaftlichen Kenntnisstand zu orientieren. Die Pflicht erstreckt sich auch auf die Regulierung privater Unternehmen. Staaten müssen außerdem Klimaanpassung betreiben; dabei müssen Industrieländer die Entwicklungsländer unterstützen. Kommen Staaten ihren Pflichten nicht nach, können sie für daraus resultierende vorhersehbare Schäden haftbar gemacht werden.
Initiiert von Antigua und Barbuda und Tuvalu hatten sich Ende Oktober 2021 auf der Weltklimakonferenz in Glasgow neun Inselstaaten zur Commission of Small Island States on Climate Change and International Law (COSIS) zusammengetan mit dem Ziel, Klimaschutzpflichten der Vertragsstaaten aus dem UN-Seerechtsübereinkommen (UNCLOS) durch den Internationalen Seegerichtshof prüfen zu lassen. Am 12. Dezember 2022 riefen sie den Gerichtshof an und baten um eine Einschätzung, ob Treibhausgasemissionen als Meeresverschmutzung einzuordnen seien und welche Verpflichtungen zum Klimaschutz sich aus dem Seerechtsübereinkommen ergäben. Im Mai 2024 legte der Seegerichtshof sein Rechtsgutachten vor. Er stellt darin fest, dass von Menschen verursachte Treibhausgasemissionen eine Verschmutzung der Meere darstellen. Das UNCLOS verpflichte die Vertragsstaaten, alle notwendigen Maßnahmen zu ergreifen, um diese Verschmutzung zu verhindern, zu verringern, zu kontrollieren und sich um eine Harmonisierung ihrer Politiken zu bemühen. Sie müssen sich dabei an den besten verfügbaren wissenschaftlichen Erkenntnissen orientieren sowie an den Verpflichtungen internationaler Verträge, wie z. B. dem Übereinkommen von Paris. Die Verpflichtungen aus dem Seerechtsübereinkommen können noch über die aus anderen internationalen Verträgen hinausgehen, denn die Verträge stünden jeweils für sich. Vor allem wenn die Treibhausgase grenzüberschreitende Schäden verursachen, sei ein besonders strenger Maßstab anzulegen. Die konkreten Pflichten variieren je nach den Mitteln und Fähigkeiten der Vertragsstaaten; Entwicklungsländer sollten besonders unterstützt werden, insbesondere, wenn sie existenziell bedroht sind. Das Gutachten des Gerichtshofs ist rechtlich nicht bindend, kann aber als Grundlage für Klagen gegen einzelne Vertragsstaaten genutzt werden.

### Kenia
Im Jahr 2022 forderten 66 Kenianer und die Interessengruppe Kituo Cha Sheria eine Entschädigung für das angebliche Versagen ihrer Regierung bei der Entwicklung von Strategien und der Integration von Maßnahmen zum Klimawandel. Die Bewohner wurden 2020 vertrieben, als der Baringosee wichtige Gebiete überflutete. Sie behaupten, dass die Überschwemmung zu einem massiven Verlust ihres Eigentums führte und sie einem erhöhten Risiko von durch Wasser übertragenen Krankheiten wie Malaria, Cholera und Typhus sowie Angriffen von Krokodilen und Flusspferden aussetzte. Die Kläger und ihre Gemeinden, die von einer Arbeitsgruppe der Regierung unterstützt wurden, die die Situation untersuchte, argumentieren, dass die Überschwemmungen durch verstärkte Regenfälle und erhöhte Zuflüsse aus den Flüssen als Folge der globalen Erwärmung verursacht wurden. Das Umwelt- und Landgericht in Kabarnet erörtert die Frage, ob die Regierung für durch den Klimawandel verursachte Schäden zur Verantwortung gezogen werden kann. Es wird auch über die Entschädigung von Personen diskutieren, die von Umweltkatastrophen geschädigt wurden.

### Niederlande

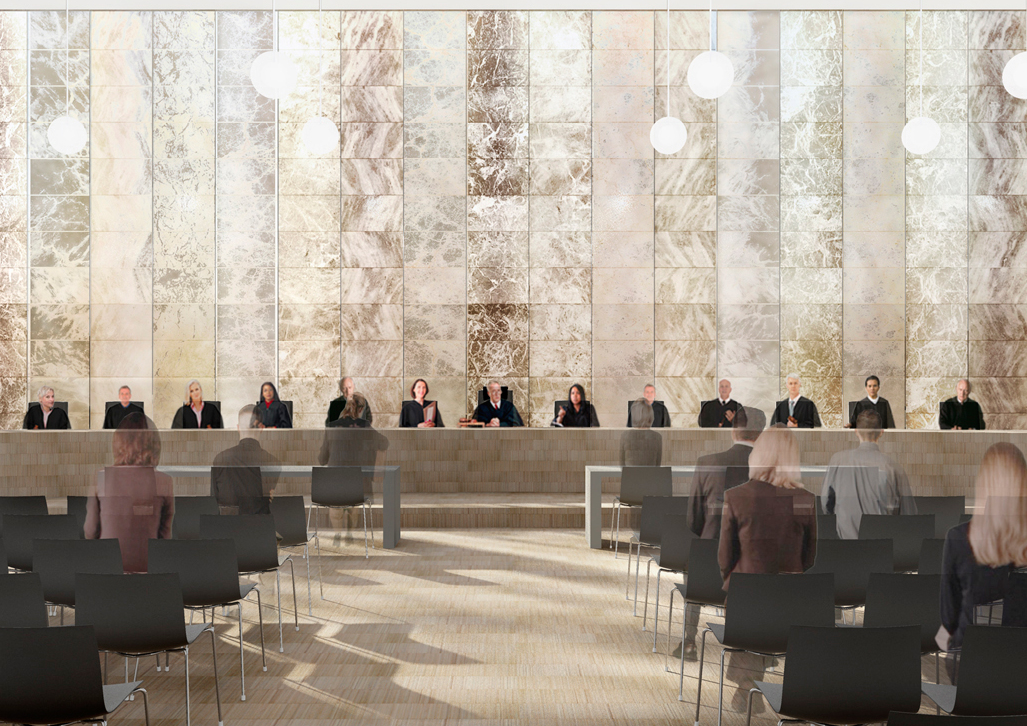
2019 entschied der Hohe Rat, dass die Europäische Menschenrechtskonvention bei gerichtlichen Entscheidungen über Klimapolitik anzuwenden ist.

Im Rechtsstreit Urgenda gegen die Niederlande reichte im Jahr 2013 die Nichtregierungsorganisation Urgenda, verbunden mit 886 weiteren Privatklägern, eine im Rechtssystem der Niederlande mögliche Gemeinwohlklage ein. Nach Auffassung der Kläger habe der Staat eine Rechtspflicht, anteilig den Beitrag zu den weltweiten Emissionsreduktionen zu leisten, die erforderlich sind, um das Zwei-Grad-Ziel einzuhalten, wobei sie Zahlen und Szenarien des Weltklimarates IPCC zugrunde legten.  Das Gericht bejahte eine sich aus dem Staatshaftungsrecht ergebende Fürsorgepflicht des Staates gegenüber seinen Bürgern gegen lebens- und gesundheitsgefährdende Klimaveränderungen. Die Reduktionsziele der EU (−20 % für den Zeitraum 1990–2020) und der Niederlande (−17 %) stünden damit nicht im Einklang. Eine Reduktion von mindestens 25 % sah das Gericht als notwendig und nicht unverhältnismäßig belastend an.
Am 9. Oktober 2018 bestätigte das Zivilgericht in Den Haag in zweiter Instanz, dass die Niederlande die Treibhausgas-Emissionen bis 2020 um mindestens 25 % senken müssen, gegenüber dem Vergleichswert von 1990. Das Gericht bekräftigte die Ansicht der Vorinstanz, dass dies keinen unzulässigen Eingriff in den politischen Entscheidungsbereich darstelle, auch gesteigerte Anpassungsmaßnahmen und die globale Natur des Problems stünden der Pflicht zu Emissionsminderungen nicht entgegen. Das Gericht zog in der Begründung zusätzlich Art. 2 („Recht auf Leben“) und Art. 8 („Recht auf Achtung des Privat- und Familienlebens“) der Europäischen Menschenrechtskonvention heran, denen die Niederlande zuwiderhandeln würden. Es muss, so das Gericht, von einer realen Bedrohung durch eine gefährliche Klimaveränderung gesprochen werden, wodurch sich ein ernsthaftes Risiko ergibt, dass die heutige Generation der Einwohner mit dem Verlust des Lebens und/oder einer Störung des Familienlebens konfrontiert werden wird.
Im Dezember 2019 entschied der Hohe Rat der Niederlande, gestützt auf die UNO-Klimakonvention und gesetzliche Verpflichtungen des Staates zum Schutz des Lebens und Wohlbefindens der Bürger, dass die Entscheidung des Den Haager Zivilgerichts berechtigt war. Der Hohe Rat wies ausdrücklich darauf hin, dass die Verfassung von niederländischen Gerichten verlange, die Bestimmungen der Europäischen Menschenrechtskonvention anzuwenden. Der gesamte Verlauf der gerichtlichen Verfahren und ihre Entscheidungen sind in der Climate Change Litigation Database dokumentiert.
Im Prozess wurde rechtliches Neuland betreten. Das Urteil gilt als historisch. Es ist die erste erfolgreiche Klage auf Emissionsminderungen gegen einen Staat. Der UN-Sonderberichterstatter für Menschenrechte und Umwelt, David Boyd, bezeichnete es als „die weltweit bislang wichtigste Gerichtsentscheidung zum Klimawandel.“ Es bestätige, dass die Menschenrechte durch die Klimanotlage bedroht und wohlhabende Nationen zu raschen und substantiellen Emissionsminderungen verpflichtet seien.
Seit dem 1. Dezember 2020 ist ein Gerichtsverfahren gegen Royal Dutch Shell hängig. Die Klägerschaft (auf Initiative von Milieudefensie sieben Umwelt- und Menschenrechtsorganisationen sowie 17.379 Bürger) möchte damit erreichen, dass Shell die Ziele des Übereinkommens von Paris einhalten muss. Sie berufen sich dabei auch auf den Kellerluken-Fall von 1965, wo der Beklagte wegen fahrlässigem Verhalten verurteilt wurde. In erster Instanz wies das Gericht am 26. Mai 2021 die Klagen der Einzelbürger ab, gab jedoch den Klagen der das Gemeinwohl vertretenden Umweltorganisationen statt und verpflichtete Shell, seine Kohlendioxid-Emissionen bereits bis zum Jahr 2030 um netto 45 Prozent im Vergleich zu 2019 zu senken. Die konzerneigene Klimaschutzstrategie, nach der 55 Prozent der zum Erreichen der Klimaneutralität im Jahr 2050 vorgesehenen CO2-Einsparungen erst nach 2035 erfolgen sollten, sei noch zu unkonkret und voller Vorbehalte. Laut dem Gerichtsurteil sind auch Unternehmen entlang ihrer gesamten Wertschöpfungskette – entsprechend ihren jeweiligen Möglichkeiten und dem Ausmaß der drohenden Schäden – an die Einhaltung von Menschenrechten, konkret das Recht auf Leben und auf Familie nach den Artikeln 2 und 8 der Europäischen Menschenrechtskonvention gebunden. Das verpflichte die zum Konzern gehörenden Unternehmen ebenso wie Zulieferer und Endabnehmer zum Klimaschutz. Shell kündigte an, in Berufung zu gehen; das Gericht erklärte, bis zur Entscheidung der nächsten Instanz müsse der Konzern dennoch bereits dem erstinstanzlichen Urteil nachkommen.

### Österreich
Umweltorganisationen klagten gegen den Ausbau des Flughafens Wien-Schwechat. Sie führten u. a. an, dass dieser dem Klimaschutzgesetz und den internationalen Klimaverpflichtungen Österreichs zuwiderlaufen würde. Im Februar 2017 wies das Bundesverwaltungsgericht den Antrag auf Bau und Planung einer dritten Piste zunächst ab. Nach einer Beschwerde des Flughafen-Vorstands bemängelte der Verfassungsgerichtshof die Zurechnung von Emissionen zum Flughafen und die unmittelbare Anwendung internationaler Verpflichtungen auf innerstaatliche Projekte. Die Klage wurde an die Vorinstanz zurückverwiesen, wo im März 2018 der Bau unter Auflagen genehmigt wurde.

### Schweden
Im Oktober 2022 reichten rund 600 Jugendliche, darunter Greta Thunberg, unterstützt von der Jugendorganisation Aurora beim Tingsrätt des Stockholmer Vororts Nacka gemeinsam eine Klage gegen den schwedischen Staat ein. Sie fordern, dass das Gericht feststelle, dass der schwedische Staat mehrere der in der Europäischen Konvention zum Schutz der Menschenrechte und Grundfreiheiten verankerten Freiheiten und Rechte (namentlich das Recht auf Leben, das Verbot unmenschlicher und erniedrigender Behandlung, das Recht auf Schutz des Privat- und Familienlebens, das Diskriminierungsverbot und das Recht auf Eigentumsschutz) verletzt habe, indem er keine ausreichenden und angemessenen Maßnahmen gegen die Klimakrise ergriffen habe. Auch fordern sie, dass das Gericht feststelle, dass „der Staat eine Verpflichtung hat, bestimmte festgelegte Maßnahmen zu ergreifen, um Klimaveränderungen zu begrenzen“. Im März 2023 ließ das Gericht die Klage zu.

### Schweiz
Aus der Schweiz waren bis Anfang 2020 drei Klimaklagen bekannt, ein Rechtsbegehren der „KlimaSeniorinnen“ und zwei Fälle von Protestaktionen gegen die Schweizer Grossbank Credit Suisse.
Klimaseniorinnen

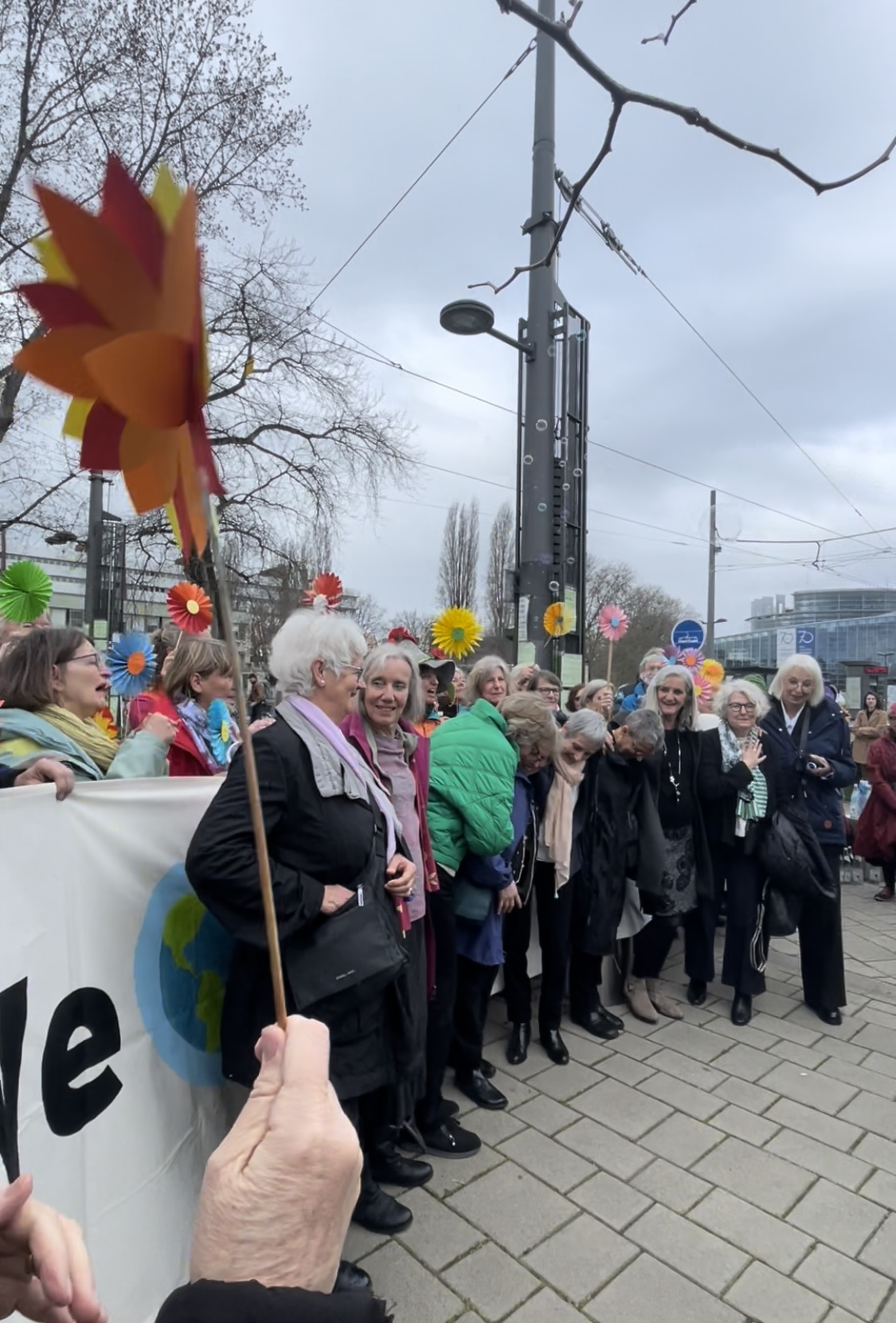
KlimaSeniorinnen vor dem Europäischen Gerichtshof für Menschenrechte (2023)

Am 25. November 2016 reichten der Verein Klimaseniorinnen Schweiz und vier weitere Klägerinnen ein Gesuch auf Schweizer Bundesebene ein, unterstützt von der Umweltorganisation Greenpeace. Weil eine Erwärmung von mehr als 2 °C mit sehr hoher Wahrscheinlichkeit zu einer „gefährlichen anthropogenen Störung des Klimasystems“ führe, verletze der Bund mit seinem Klimaziel die Bundesverfassung (Vorsorgeprinzip und Recht auf Leben) und die Europäische Menschenrechtskonvention (EMRK). Der Bund erfülle seine grundrechtlich verbrieften Schutzpflichten gegenüber den Grundrechtsträgerinnen ungenügend – also seine Gegenleistung dafür, dass diese sich der Staatsgewalt unterwerfen.
Am 26. April 2017 lehnte es das Eidgenössische Departement für Umwelt, Verkehr, Energie und Kommunikation (UVEK) ab, auf das Gesuch einzugehen. Am 26. Mai 2017 reichten die Klägerinnen deshalb Beschwerde beim Bundesverwaltungsgericht ein. Diese wurde im Dezember 2018 abgelehnt mit der Begründung, von den Folgen der globalen Erwärmung seien Seniorinnen nicht mehr betroffen als andere Menschen. Darauf reichten die Klägerinnen Beschwerde beim Bundesgericht ein. Im Mai 2020 wies dieses die Beschwerde ab: Es hielt fest, die Anliegen der Klimaseniorinnen seien nicht auf dem Rechtsweg, sondern mit politischen Mitteln durchzusetzen.
Nun zogen diese ihre Klage weiter vor den Europäischen Gerichtshof für Menschenrechte (EGMR). Das Gericht urteilte am 9. April 2024, die Schweiz habe das Recht auf Achtung des Privat- und Familienlebens und das Recht auf ein faires Verfahren der EMRK verletzt. Der Ständerat verabschiedete am 5. Juni 2024 eine Erklärung, in der er das Urteil des EGMR kritisiert. Er stellt darin «besorgt» fest, dass der Gerichtshof mit dem Urteil die Grenzen der zulässigen Rechtsfortentwicklung durch ein internationales Gericht überstrapaziere und sich durch diese Art der Vertragsauslegung dem Vorwurf eines unzulässigen und unangemessenen gerichtlichen Aktivismus aussetze. Er ruft den EGMR auf, den in der Konvention verankerten Grundsatz der Subsidiarität zu respektieren, dem Wortlaut der Konvention wieder erhöhte Beachtung zu schenken und die staatliche Souveränität sowie die demokratischen Prozesse der Vertragsstaaten zu achten. Und er hält fest, die Schweiz komme ihren völkerrechtlichen Verpflichtungen beim Klimaschutz nach; daher sehe sie keinen Anlass, dem Urteil weitere Folge zu geben.
Sonstige

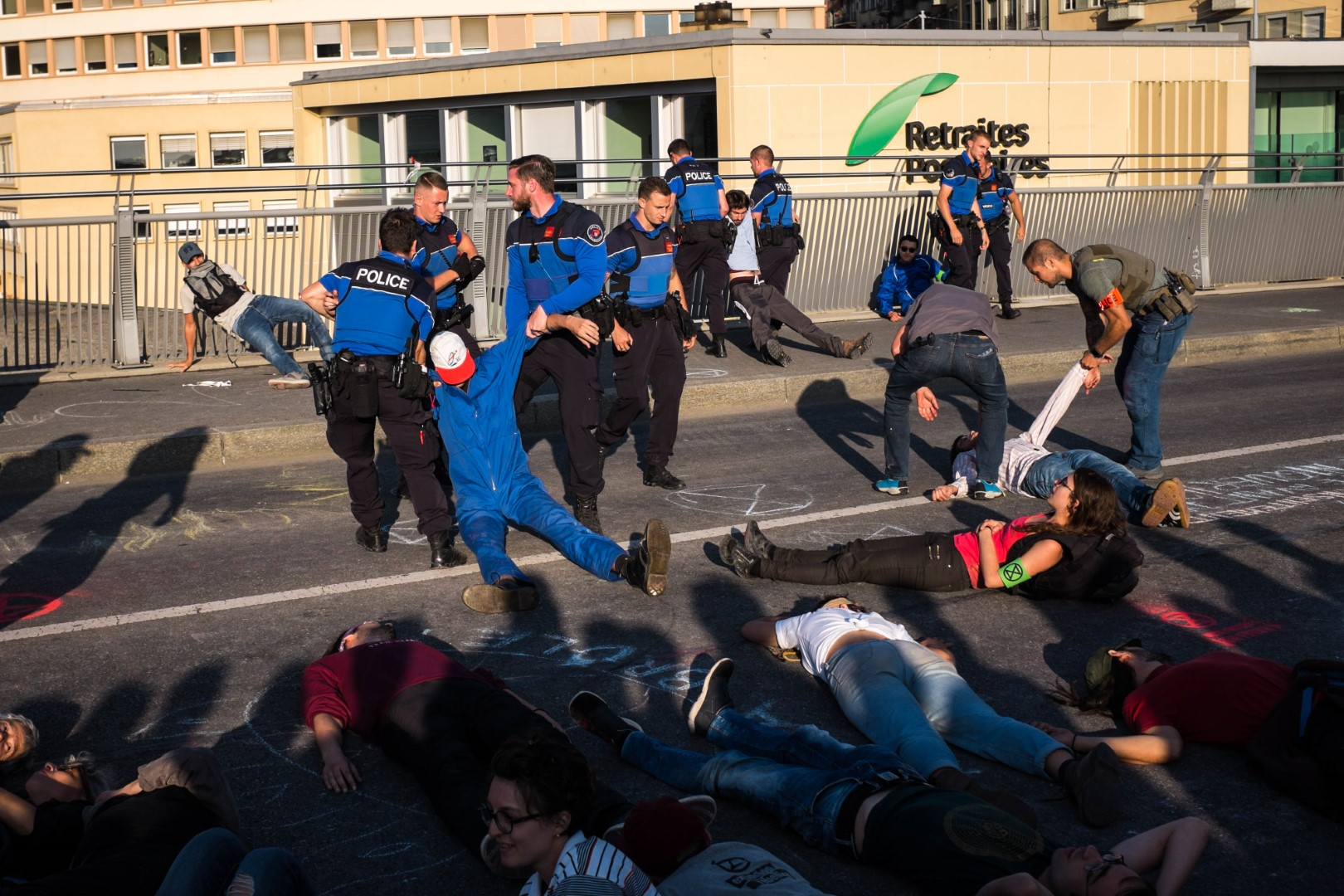
Auflösung einer Straßenblockade in Lausanne am 20. September 2019

Am 18. November 2018 machten Aktivisten der Lausanne Action Climat (LAC) mit einem simulierten Tennisspiel in einer Filiale der Credit Suisse auf klimaschädliche Investitionen der Bank aufmerksam. Die Bezirksanwaltschaft Lausanne erließ gegen zwölf Teilnehmer einen Strafbefehl wegen Hausfriedensbruchs, wogegen diese Einsprache erhoben. Daraufhin sprach das Bezirksgericht Lausanne die Aktivisten frei. Es stellte fest, dass ein rechtfertigender Notstand vorliege. Mit Blick auf den Klimanotstand sei die Aktion „notwendig und angemessen“ gewesen. Dieses Urteil löste kontroverse juristische Diskussionen aus. Die nächste Instanz, das Waadtländer Kantonsgericht, revidierte den Freispruch und sprach bedingte Geldstrafen aus. Dieses zweitinstanzliche Urteil wurde vom Bundesgericht weitestgehend bestätigt. Dessen Urteil ist ebenfalls kritisiert worden.
Im Oktober 2018 hatte ein junger Mann bei einer Klimademonstration in Genf mit einer Schablone rote Hände an die Fassade einer Credit-Suisse-Filiale gemalt – als Symbol für die Opfer des Klimawandels. Vom Polizeigericht wurde er am 20. Februar 2020 wegen Sachbeschädigung zu einer Geldstrafe verurteilt. In zweiter Instanz erkannte das Genfer Kantonsgericht auf rechtfertigenden Notstand und widerrief die Verurteilung. Die Genfer Staatsanwaltschaft und die Credit Suisse zogen den Fall weiter ans Bundesgericht, dieses hob das zweitinstanzliche Urteil auf und wies es an das Kantonsgericht zurück. Am 31. März 2022 verurteilte das Kantonsgericht den Angeklagten, verhängte aber nur eine Busse von 100 Franken, weil er aus „achtenswerten Beweggründen“, beziehungsweise „in schwerer Bedrängnis“ und „unter grosser seelischer Belastung“ gehandelt habe. Dagegen erhob die Staatsanwaltschaft erneut Beschwerde. Mit einem Urteil vom 30. März 2023 wies das Bundesgericht den Fall zur Neufestsetzung der Strafe an das Genfer Kantonsgericht zurück. Und es legte grundsätzlich fest, wie die „achtenswerten Beweggründe“ für Verstöße gegen die Rechtsordnung bei Klimaprotesten zu beurteilen sind. Die Sorge um die Auswirkungen des Klimawandels stelle zwar heutzutage in unserer Gesellschaft „unbestreitbar ein ehrbares Anliegen“ dar. Dieser ehrbare Charakter sei indessen in jedem Fall auszuschliessen, wenn gewalttätige Aktionen zu Sachbeschädigungen oder zu einer Gefahr für die körperliche Unversehrtheit Dritter führten.

### UK
Im Jahr 2022 entschied der High Court of Justice, dass die Regierung detailliert darlegen müsse, wie sie Ziele zur Dekarbonisierung erreichen möchte.

### USA
In den USA gibt es kaum Gesetzgebung zu Klimaschutz und -anpassung. Dementsprechend zielten viele Klagen darauf, dass US-Behörden bestehende Umweltgesetze auf den Klimaschutz anwenden und danach tätig werden sollten. Die wichtigsten dieser Gesetze waren die US-Bundesgesetze National Environmental Policy Act (kurz NEPA), der Ziele der US-Umweltpolitik festschreibt und für alle Projekte mit Bundesbeteiligung Umweltprüfungen vorsieht, der Endangered Species Act (kurz ESA) zum Schutz bedrohter Arten und der Clean Air Act (kurz CAA) zur Luftreinhaltung.
Die meisten bis 2015 erfassten Verfahren in den USA drehten sich um Klimaschutz, häufig richteten sie sich gegen Kohlekraftwerke, oder sie versuchten, den Einsatz fossiler Energiequellen zu beschränken. Während anfangs vor allem eine striktere Regulierung das Ziel war, nahm später die Zahl der Fälle, die einen strengeren Klimaschutz zu verhindern suchten, deutlich zu.
Seit etwa 2010 gewinnt besonders in den USA die Frage an Bedeutung, ob die Public Trust-Doktrin, nach der der Staat verpflichtet ist, bestimmte natürliche Güter, wie Wasserwege, Strände oder Fischgründe, treuhänderisch als Vermögen (Trust) für seine Bürger und spätere Generationen zu wahren, auch auf die Atmosphäre als Atmospheric Trust anzuwenden ist.

#### Klagen auf Grundlage desNational Environmental Policy Act
Das erste Verfahren, in dem der Klimawandel ausdrücklich ein Aspekt war, war City of Los Angeles v. National Highway Traffic Safety Administration. Es wurde am DC Circuit Court of Appeals, 1990 entschieden. Die klagenden Kommunen, Bundesstaaten und Umweltgruppen stellten eine Entscheidung der NHTSA für niedrigere Effizienzstandards für Kraftfahrzeuge in Frage, weil die NHTSA nicht über die Klimafolgen in einer Umweltfolgenerklärung nach dem National Environmental Policy Act berichtet hatte. Die Kläger scheiterten mit ihrem Anliegen, die Klage war aber Blaupause für zahlreiche weitere nach dem Muster „Nichtregierungsorganisation klagt, in Berufung auf den NEPA, gegen staatliche Institution, eine Maßnahme zu unterlassen.“
Die Verfahren nach dem NEP und seinen Entsprechungen in den einzelnen Bundesstaaten führten dazu, dass Fragen des Klimawandels in Umweltprüfungen miteinbezogen werden müssen.

#### Klagen auf Grundlage desClean Air Act
Als bislang prominenteste und bedeutendste Klimaklage überhaupt gilt nach Peel und Osofsky der Fall Massachusetts v. EPA, in deren Folge die Regierung der USA auf Grundlage des Clean Air Act Treibhausgase als Luftschadstoffe einstufte und amerikanische Umweltbehörde EPA die Emissionen entsprechend regulieren konnte. Gegen dieses Ergebnis richtete sich Coalition for Responsible Regulation v. EPA, das vom Bundesberufungsgericht verworfen wurde. In Utility Air Regulation Group v. EPA schränkte der oberste Gerichtshof jedoch die Möglichkeit der EPA wieder etwas ein, stationäre Emissionsquellen nach dem Clean Air Act zu regulieren.

#### Klagen auf Grundlage desEndangered Species Act

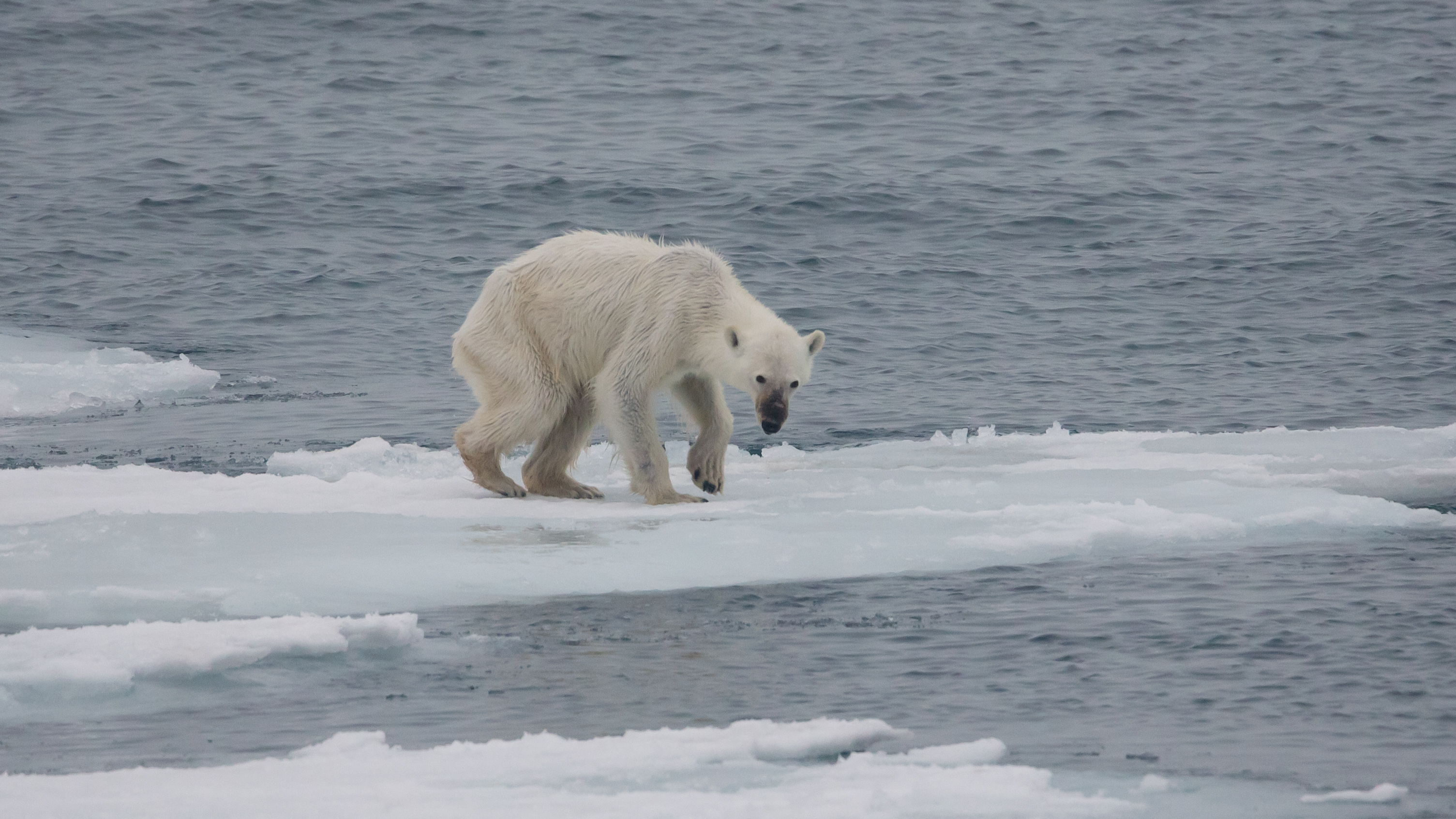
Verhungernder Eisbär: Wichtige Klimaklagen in den USA haben die Gefährdung von Arten nach dem Endangered Species Act zum Gegenstand

Die Einstufung von Arten als „bedroht“ nach dem Endangered Species Act (ESA) war Gegenstand mehrerer gerichtlicher Auseinandersetzungen in den USA, in denen der Klimawandel als Ursache für Habitatverlust eine wichtige Rolle spielte und die viele der verschiedenen Facetten von Klimaklagen illustrieren: Der ESA verbietet der US-Regierung, Projekte zu genehmigen, die bedrohte Arten gefährden. Auf die Emissionen aus solchen Projekten wird die 2008 veröffentlichten, als Lehrmeinung geltenden Bernhardt Opinion angewendet: Dieser Meinung zufolge muss der Genehmigungsprozess Treibhausgasemissionen nur berücksichtigen, wenn die zusätzlichen Emissionen eine indirekte Wirkung auf die bedrohte Art haben. Dies sei bei der globalen Erwärmung als Gesamteffekt aller Treibhausgasemissionen nicht der Fall.
In der bedeutendsten Fallgruppe reichte die sich für Artenschutz einsetzende Nicht-Regierungsorganisation Center for Biological Diversity 2005 eine Petition beim United States Fish and Wildlife Service (FWS) ein, Eisbären als nach dem ESA als geschützte Art einzustufen. 2008 entschied die Behörde, dass der infolge der globalen Erwärmung anhaltende und weiter zu erwartende arktische Eisschwund die Lebensgrundlage der Eisbären hinreichend bedrohe, um ihren Schutz zu rechtfertigen. Kurz danach veröffentlichte die Regierung George W. Bush ein 2011 von der Regierung Barack Obama bestätigtes Memorandum zum ESA, dass mit einer solchen Einstufung von Arten und ihrem Schutz keine Klimaschutzmaßnahmen begründbar seien. Mitigationsbezogenen Klagen auf Grundlage des ESA war damit der Boden entzogen. Sowohl die Einstufung der Eisbären als auch das Memorandum wurde Gegenstand weiterer pro- und antiregulatorischer Klagen, an denen neben dem Bundesstaat Alaska auch die Alaska Oil and Gas Association, Jagdverbände, Umweltschutz- und indigene Gruppen beteiligt waren, die aber scheiterten.
Die Einstufung der Art veranlasste den FWS, 120 Mio. ha seines Habitats unter Schutz zu stellen (diese Entscheidung wurde wiederum von der Alaska Oil and Gas Association angegriffen, der oberste US-Gerichtshof wies die Klage 2017 zurück). Im Hinblick auf Klimaanpassung bewirkte die veränderte Anwendung des ESA nach Einschätzung von Peel und Osofsky Fortschritte, Behörden beziehen in Prüfungen nach dem ESA auch die Auswirkungen des Klimawandels mit ein und berücksichtigen u. a. Wanderkorridore für Arten.
In einem ähnlich gelagerten Fall stufte 2012 – wieder nach einer entsprechenden Petition des Center for Biological Diversity – der National Marine Fisheries Service zwei Bartrobbenpopulationen als durch den Meereisschwund gefährdet ein. Dagegen gerichtete Klagen der Alaska Oil and Gas Association, des Bundesstaates Alaska und eines Bezirks scheiterten schließlich vor dem Bundesberufungsgericht. In diesem Fall (wie auch im Fall der Eisbären) sind mit dem Ausgang der Gerichtsverfahren dadurch, dass die Exploration und Ausbeutung von Öl- und Gasvorkommen in den Lebensräumen erschwert wird, indirekt mitigationsbezogene Wirkungen verbunden.

#### Atmospheric Trust Litigation
Vor allem in Ländern des Common Law hat sich über Jahrhunderte die Rechtslehre vom Public Trust entwickelt. Ihr zufolge ist der Staat verpflichtet, natürliche Ressourcen als Treuhandvermögen für seine Bürger zu schützen und für nachfolgende Generationen zu erhalten. Sie dürfen nicht einem ausschließlich privaten Ge- und Verbrauch preisgegeben werden. In diesem Rechtsinstrument drücken sich Prinzipien der Generationengerechtigkeit aus (siehe auch Klimagerechtigkeit) und des Schutzes der Bürger- vor Spezialinteressen, die sich in einer Regierung durchsetzen könnten. In den USA wurde die Anwendung dieser Lehre gerichtlich zunächst für die Nutzung von Gewässern bestätigt, in verschiedenen Bundesstaaten dann auch für u. a. den Schutz von Biodiversität und Wildtierhabitaten. Ob die Atmosphäre bzw. ihre Aufnahmekapazität als Deponie für Treibhausgase als Atmospheric Trust nach der Public Trust-Doktrin zu schützen ist, ist rechtlich ungeklärt und Gegenstand rechtswissenschaftlicher Diskussionen.
Seit 2011 verfolgt die Organisation Our Children's Trust in zahlreichen Prozessen unter dem Schlagwort Atmospheric Trust Litigation den Schutz der Atmosphäre nach dieser Rechtslehre. Zu den Prozessen zählt als führendes Verfahren auf Bundesebene Juliana v. USA, dazu kommen neun Klagen sowie 39 Petitionen in Bundesstaaten. Die Organisation bemüht sich auch um die Unterstützung und Koordination ähnlicher Ansätze in anderen Staaten, wie zum Beispiel der Ukraine, Kanada oder Indien.
Die US-amerikanische Rechtswissenschaftlerin Mary Christina Wood weist darauf hin, dass – anders als bei der gerichtlich erzwungenen, kleinteiligen Anwendung bestehender Gesetze – hier der Gesetzgeber dazu verpflichtet werden könnte, den Klimaschutz im Großen gesetzlich zu regeln. Sie sieht im Ansatz der Atmospheric Trust Litigation den breiten, systemändernden Ansatz, den die Lösung der Klimakrise erfordere.

##### Juliana versus United States

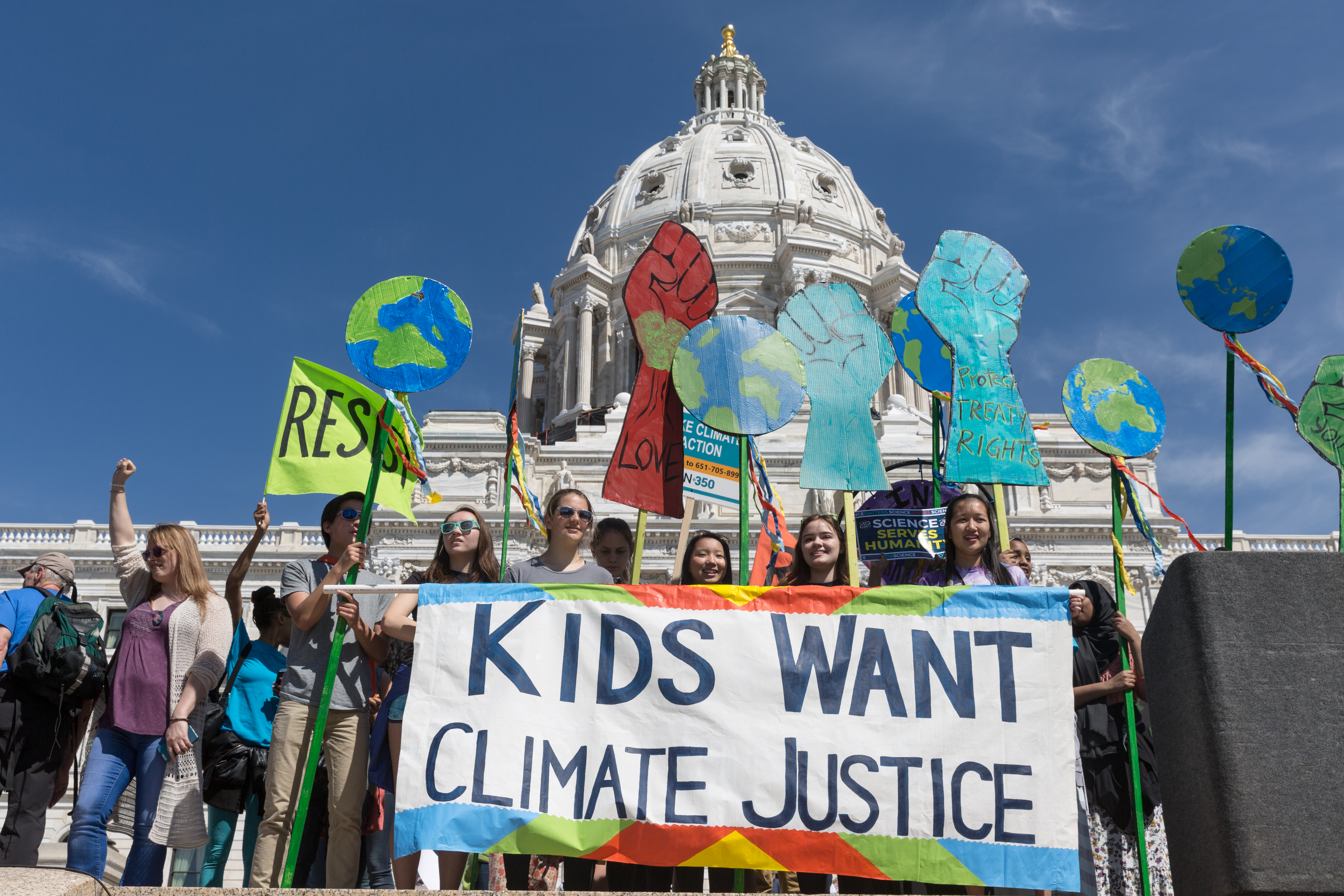
Kids Want Climate Justice („Kinder wollen Klima-Gerechtigkeit“), Minnesota-March For Science,
Saint Paul, April 2017

Eine von der US-amerikanischen Nichtregierungsorganisation Our Childrens Trust (in etwa „Treuhand unserer Kinder“) unterstützte und durch deren Mitbegründerin Julia Olson vertretene Gruppe von 21 Kindern und Jugendlichen (umgangssprachlich Climate-Kids, „Klima-Kinder“) erhob im März 2015 zusammen mit der Nichtregierungsorganisation Earth Guardians („Erd-Wächter“) Klage gegen die Vereinigten Staaten von Amerika (USA), vertreten durch ihren amtierenden Präsidenten Donald Trump (Juliana v. United States). Sie machen geltend, dass die US-Verfassung für sie ein Recht auf ein stabiles Klimasystem und sauberes Wasser mit einem gesunden, freien und gedeihlichen Leben für sie und ihre Nachkommen garantiere. Demgegenüber argumentierte das US-Justizministerium, es gebe „kein Recht auf ein Klimasystem, das dazu fähig sei, menschliches Leben aufrechtzuerhalten“.
Im November 2016 bestätigte das Bezirksgericht Eugene (Oregon) den Anspruch der Gruppe und ließ die Klage damit offiziell zu. Als Nebenkläger trat James E. Hansen auf, Großvater einer der Klägerinnen und 1981–2013 Direktor des Goddard Institute for Space Studies der NASA. Der Beginn der Hauptverhandlung war zunächst auf den 5. Februar 2018 festgesetzt, wurde aber aufgrund eines Berufungsantrags der Trump-Administration vor dem US-Bundesberufungsgericht zurückgestellt. Am 7. März 2018 entschied das Berufungsgericht ebenfalls, dass die Klage zulässig sei. Am 12. April 2018 setzte das Bezirksgericht Oregon den Verhandlungstermin neu auf den 29. Oktober des Jahres fest.
Am 19. Juli des Jahres lehnte das US-Berufungsgericht für den 9. Bezirk ein zweites und damit sehr ungewöhnliches Gesuch der Trump-Regierung zu einem Gerichtsbeschluss ab (→ Mandamus). In einer zehnseitigen Stellungnahme wurde aufgeführt, dass es keine neuen Erkenntnisse gegen die Zulassung eines ordentlichen Prozesses gebe.
Am 31. Juli 2018 entschied der Oberste Gerichtshof der USA einstimmig zugunsten der Verfassungsklageschrift der 21 Jugendkläger in Juliana gegen die US-Bundesregierung: Er lehnte den Antrag der Trump-Administration auf Aufschub ab und bestätigte den Termin zur Prozesseröffnung des Bezirksgerichts. Das Gericht wies auch die Bitte zurück, den Fall „vorzeitig“ zu überprüfen, bevor das Bezirksgericht alle Fakten gehört habe, die die Ansprüche der Jugendlichen stützten.
Am 13. Oktober legte die Trump-Administration ein drittes Gesuch gegen die Zulassung der Klage ein, ein sehr seltener Vorgang in der US-Justiz, am 19. Oktober ordnete der oberste US-Gerichtshof eine vorübergehende Pause für das Verfahren an, hielt jedoch den erneuten Antrag der Regierung für unzulässig. Am 22. Oktober baten die Kläger in ihrer Antwort auf den dritten Antrag um unverzügliche Fortsetzung des Verfahrens, gleichzeitig mobilisierten sie zu US-weiten Veranstaltungen am 29. Oktober, um auf ihr Anliegen aufmerksam zu machen.
Am 17. Januar 2020 votierten zwei der drei Richter des US-Berufungsgerichts für den 9. Bezirk, dass die Klage unzulässig sei. Das Gericht vertrat die Ansicht, dass die Kläger überzeugende Belege für die zerstörerischen Wirkungen des Klimawandels vorgelegt hatten. Unter Verweis auf einen Protestsong der 1960er Jahre schrieben die Richter, dass der Klimawandel den Abend der Zerstörung näher gebracht habe. Das Gericht könne jedoch nicht bieten, was die Kläger wollten, nämlich einen Regierungsplan für einen Ausstieg aus fossilen Brennstoffen und CO2-Abscheidung und -Speicherung. „Widerstrebend kommen wir zu dem Schluss, dass diese Abhilfe nicht in unserer verfassungsgemäßen Macht liegt.“
Der Mitte Dezember 2020 veröffentlichte Dokumentarfilm YOUTH v GOV wurde unter 200 Mitbewerbern in der „Top Ten“-Liste des DOC NYC Film Festival („Dokumentar-Filmfestival New York City“) geführt.

## Dokumentation der gerichtlichen Verfahren
Zahlreiche Verfahren und ihre Entscheidungen sind in den Climate Change Litigation Databases dokumentiert.